# Remington Модель 742
Remington Модель 742, також відома як Woodsmaster, самозарядна гвинтівка, яку випускала компанія Remington Arms з 1960 по 1980 роки. 

## Конструкція
В гвинтівці використовують прямий 4-зарядний магазин, 10-зарядний магазин та зрідка 20-зарядний магазин. Серед особливостей гвинтівка має бічний порт для викиду гільз та вільний ствол. Гвинтівка має такий самий затвор, як і дробовики серії Remington 1100, обидва види зброї створені на базі серії 870. В 1981 році Модель 742 замінила Модель 7400, пізніше її замінила гвинтівка Remington Модель 750. Хоча ці гвинтівки є популярними серед мисливців, відомо, що екстрактор може ламатися при накопиченні нагару. За це Модель 742 отримала прізвисько "jammy remmy".